# أوريست كريفوروتشكو
أوريست كريفوروتشكو (بالأوكرانية: Орест Іва́нович Кривору́чко؛ 9 مايو 1942 - 26 مارس 2021) كان فنان أوكراني. حصل على تكريم فنان أوكرانيا في عام 2005.